# Itapororoca
Itapororoca är en kommun i Brasilien.   Den ligger i delstaten Paraíba, i den östra delen av landet, 1 700 km nordost om huvudstaden Brasília. Antalet invånare är 16 998.
Omgivningarna runt Itapororoca är en mosaik av jordbruksmark och naturlig växtlighet. Runt Itapororoca är det ganska tätbefolkat, med 144 invånare per kvadratkilometer.